# Testa di Cervetto
La Testa di Cervetto o Testa di Nonna è una montagna alta 2.347 m s.l.m. delle Alpi del Monviso nelle Alpi Cozie. Si trova in Piemonte al confine tra i comuni di Oncino e Paesana.

## Descrizione

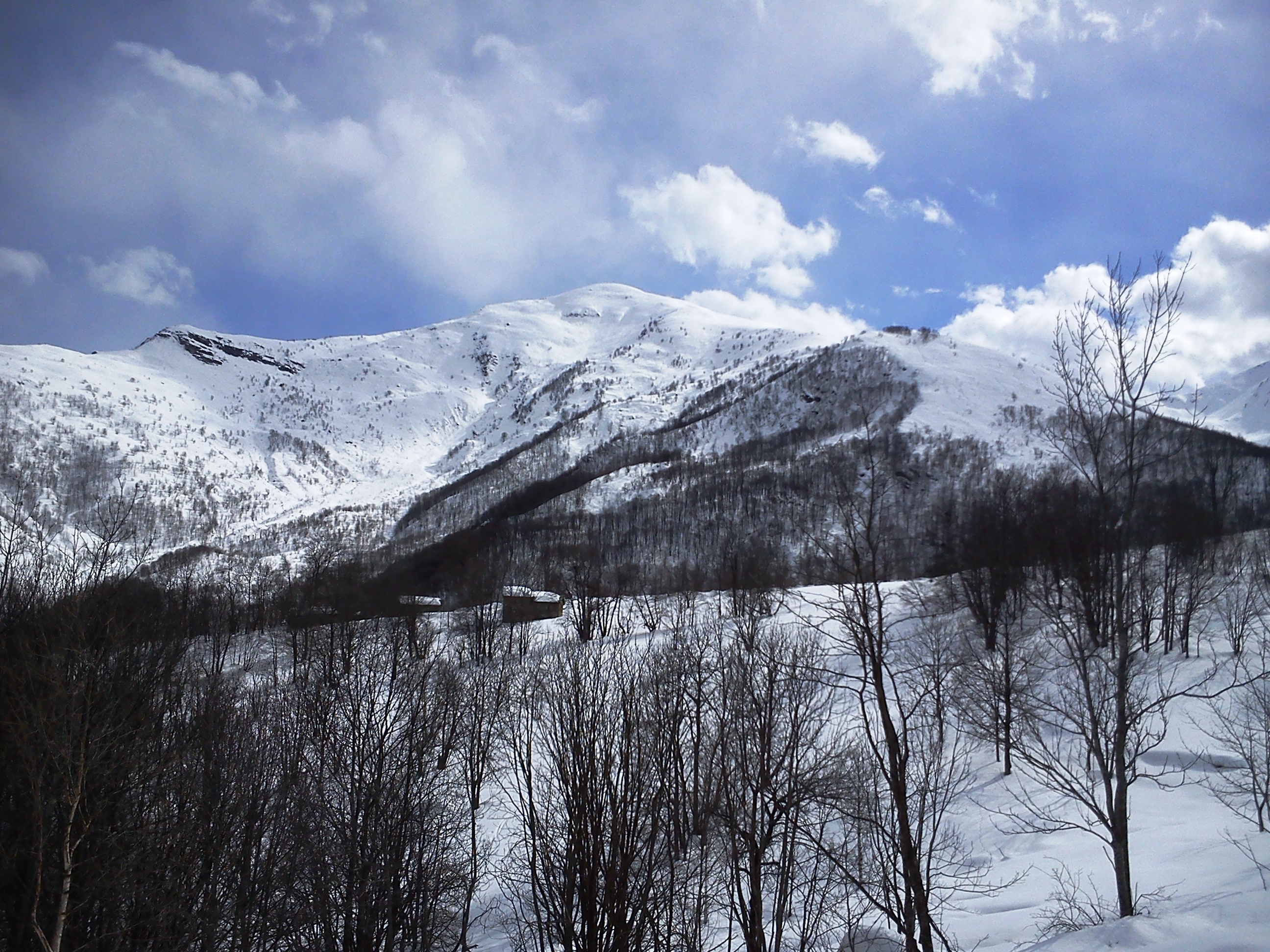
La montagna vista da sopra l'abitato di Oncino.

La montagna è costituita da pendii che verso ovest sono non troppo ripidi e risultano inclinati in modo piuttosto regolare, mentre ad est la pendenza è più accentuata. Si trova sullo spartiacque tra il solco principale del vallone di Oncino (a ovest) e il vallone Frassaia. Una sella la separa verso sud dal monte Riba del Gias (2.381 m).
In corrispondenza della cima è collocato anche il punto geodetico trigonometrico dell'IGM codice 079202 denominato Testa Di Cervetto O Di Nonna.

## Accesso alla vetta
La via più semplice per salire alla Testa di Cervetto è quella che sale dalla Meire Bigoire (1.500 m, una frazione di Oncino). La salita alla montagna è spesso accoppiata a quella del vicino Monte Riba del Gias.
Più che per gli itinerari escursionistici estivi la montagna è però nota come meta di una classica scialpinistica. L'itinerario di salita dalle Meire Bigorie attraverso il versante nord-ovest della montagna, anche se si svolge su pendenze sostenute ma costanti, è considerato relativamente poco rischioso per quanto riguarda il pericolo di valanghe.
Si tratta di una gita apprezzata anche dagli amanti delle ciaspole.
Una possibile alternativa alla partenza dalle Meire Bigorie può essere la salita da Serre, un'altra frazione di Oncino dalla quale si segue il crinale nord della montagna.

## Punti di appoggio
Locanda delle Bigorie i cui gestori, quando le condizioni di neve lo consentono, battono un anello per lo sci da fondo nei pressi del fondo del vallone.